# Јанђи
Јанђи (延吉) град је Кини у покрајини Ђилин. Према процени из 2009. у граду је живело 352.880 становника.

## Становништво
Према процени, у граду је 2009. живело 352.880 становника.
| 1990.   | 2009    |
| ------- | ------- |
| 219.846 | 352.880 |